# Nel Kluitman
Petronella Johanna Marie (Nel) Kluitman (Alkmaar, 7 mei 1906 – Hilversum, 3 juni 1990) was een Nederlands schilder, tekenaar en beeldhouwer.

## Leven en werk
Nel Kluitman was een dochter van Hendrik Pieter Kluitman en Jacoba Gijsbertha Teljer. Vader Kluitman was uitgever, hij nam in 1904 met zijn broer Uitgeverij Kluitman  over van hun vader Pieter Kluitman. Kluitman bezocht het gymnasium in Alkmaar en studeerde vervolgens in Den Haag, waar ze in 1925 de LO-akte handtekenen behaalde.
Kluitman schilderde en tekende onder meer boerderijen en Gooise landschappen en maakte ook beeldhouwwerk. Ze was lid van De Onafhankelijken, waarmee ze meerdere malen exposeerde. Naar aanleiding van een expositie in 1928 schreef kunstcriticus Kasper Niehaus: "Een der werken, die me 't sterkst troffen, was een krijttekening van zandschuiten, waarin de mij onbekende Nel Kluitman een eenvoudig onderwerp, waaraan op zichzelf niet veel te zien was, belangrijk maakte door de zienswijze als door de oogen van Seurat." In 1930 exposeerde Kluitman in een duo-expositie met de Amsterdamse beeldhouwer Hubert van Lith (1908-1977) bij Muluru in Zandvoort. Het stel was van 1932 tot de scheiding in 1937 getrouwd en kreeg twee kinderen, onder wie de latere beeldhouwster Nel van Lith (*1932). Kluitman woonde en werkte in Blaricum, Amsterdam (1936-1938) en Hilversum. In 1962 vestigde ze zich in Zwitserland.
Nel Kluitman overleed in 1990, op 84-jarige leeftijd.